# Syzygium cylindricum
Syzygium cylindricum là một loài thực vật có hoa trong Họ Đào kim nương. Loài này được (Wight) Alston miêu tả khoa học đầu tiên năm 1931.